# Стэнфилд, Кларксон Фредерик

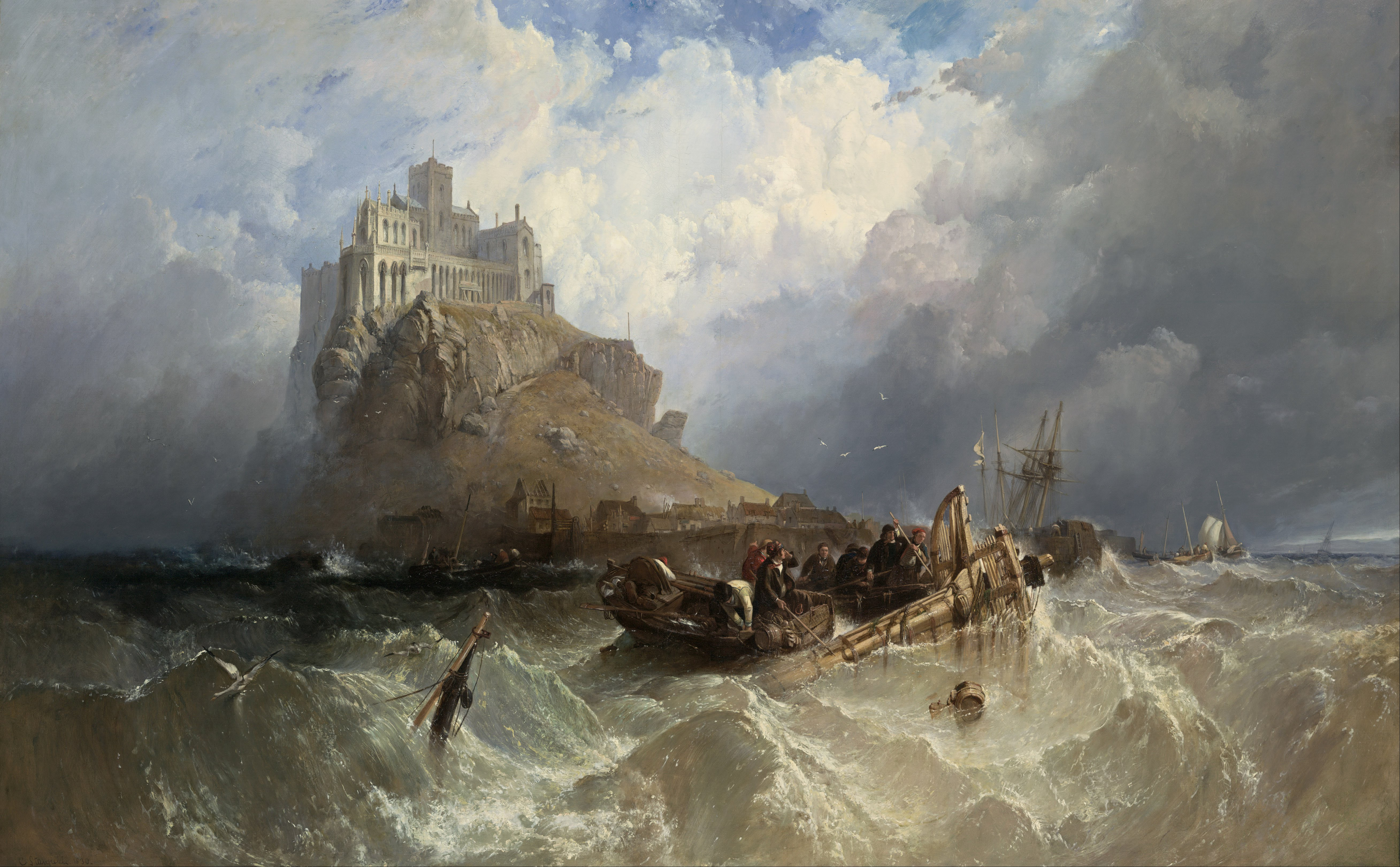
Гора Святого Михаила, Корнуолл

Кларксон Фредерик Стэнфилд (англ. Clarkson Frederick Stanfield); 3 декабря 1749, Сандерленд, Тайн-энд-Уир, Англия, Великобритания — 18 мая 1867, Лондон) — английский художник-пейзажист, маринист, баталист, иллюстратор, сценограф. Действительный член Королевской Академии художеств (с 1835).

## Биография
Родился в семье Джеймса Филда Стэнфилда, ирландский писателя, актёра и моряка, занимавшегося в юности работорговлей, позже ставшего убеждённым аболиционистом. Художественный талант унаследовал от матери-художницы.
В 12-летнем возрасте был отдан в ученики геральдическому живописцу, но в 1808 г. оставил учёбу и поступил на службу в Королевском военно-морском флоте Великобритании. Служил на линейном корабле «HMS Namur».
В юности был моряком. В 1812 году завербовался и два года провёл на службе Её Величества в вооруженных силах Великобритании. В 1814 году получил ранение и был списан с корабля, после чего служил в торговом флоте, в 1815 году побывал в Китае.
Вновь увлекся рисованием, оставил морскую службу, и с 1818 года служил художником в театре «Старое Королевство» в Лондоне.
В течение следующих 12 лет он стал самым талантливым живописцем-сценографом, вызывая сенсацию захватывающими пейзажами и некоторыми из своих огромных движущихся диорам типа сцен Венеции в пантомиме «Арлекин и маленький палец» (1831).
За 10 лет работы сменил несколько театров, в 1827 году был принят в Общество английских художников и стал его президентом в 1829 году.
В 1820-х годах совершил поездку по Великобритании, посетил несколько стран Европы (Франция, Нидерланды, Германия, Италия и Испания).
В 1827 году впервые с успехом выставил свои морские картины в British Institution.
В 1832 году две его работы — «Открытие Нью-лондонского моста» (1832) и «Вход в Портсмутскую гавань» — были куплены королем Уильямом IV на выставке в Королевской Академии художеств, кандидатом в члены которой Стэнфилд стал в 1832 году, в 1835 году был избран действительным членом Академии. Обе картины находятся ныне в британском Королевском Собрании.

## Творчество
Автор многих пейзажей, полотен с изображением морских сцен и баталий. В 1838 г. издал собрание литографских работ с речными пейзажами Рейна, Мозеля и Мааса. Сорок картин Ла-Манша были также гравированы сталью под названием «Пейзажи побережья» (1836).
Стэнфилд иллюстрировал издание «Однолетние растения» (1832—1834). Среди его литературных иллюстраций, работы к романам «Пират и три ножа» (1836), «Бедный Джек» (1840), к стихам Байрона и С. Джонсона, изданные Джоном Мюрреем.

## Избранные работы
- «Сражение под Трафальгаром» (1836),
- «Замок Ишиа» (1841, Сандерлендский музей),
- «Изола Белла» (1841, после посещения Италии в 1839 г.),
- «Французские войска, переходящие вброд Магру» (1847),
- «Победа Нельсона на Гибралтаре» (1853),
- «Оставленный» (1856).

## Галерея

Картины и иллюстрации К. Стэнфилда
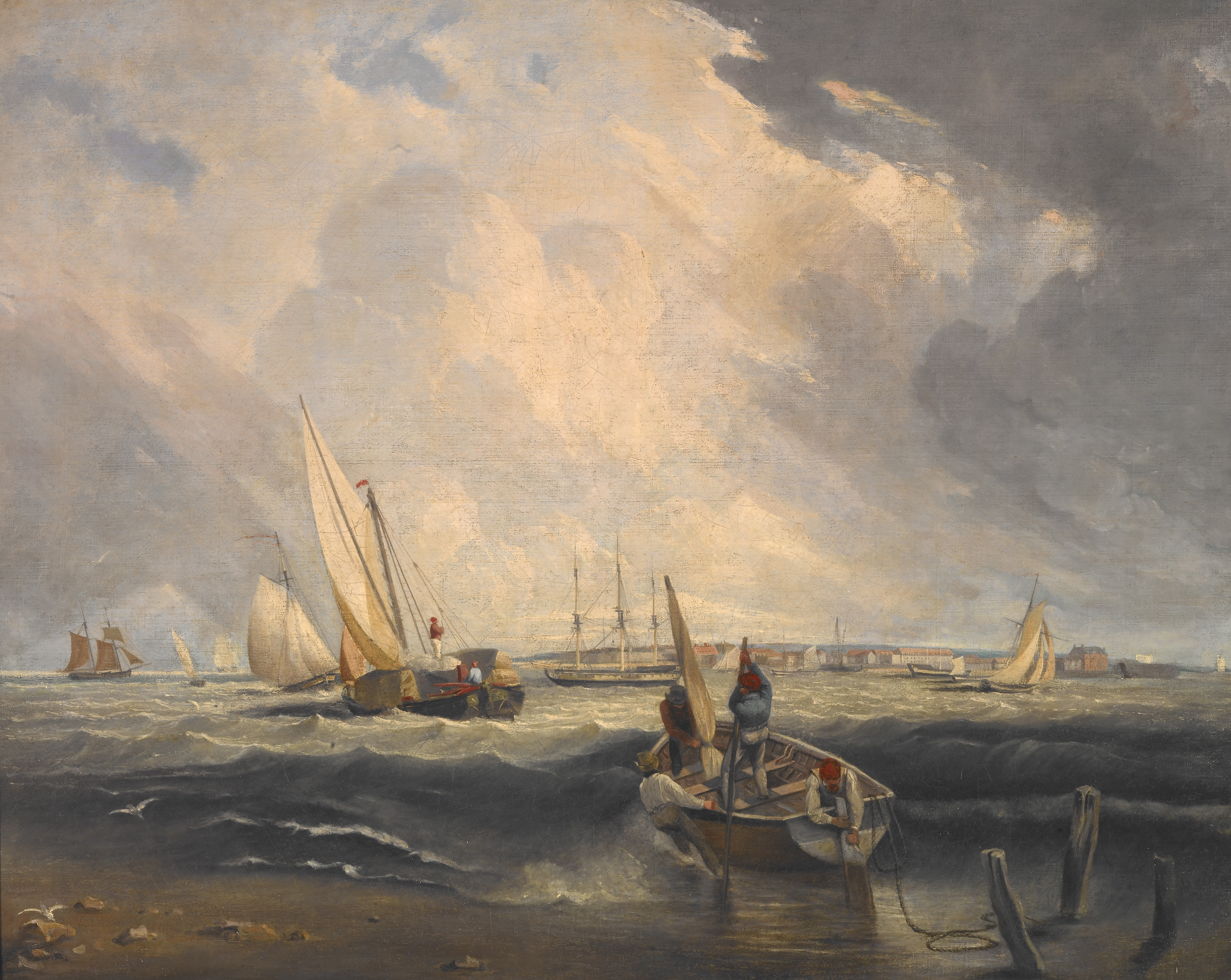
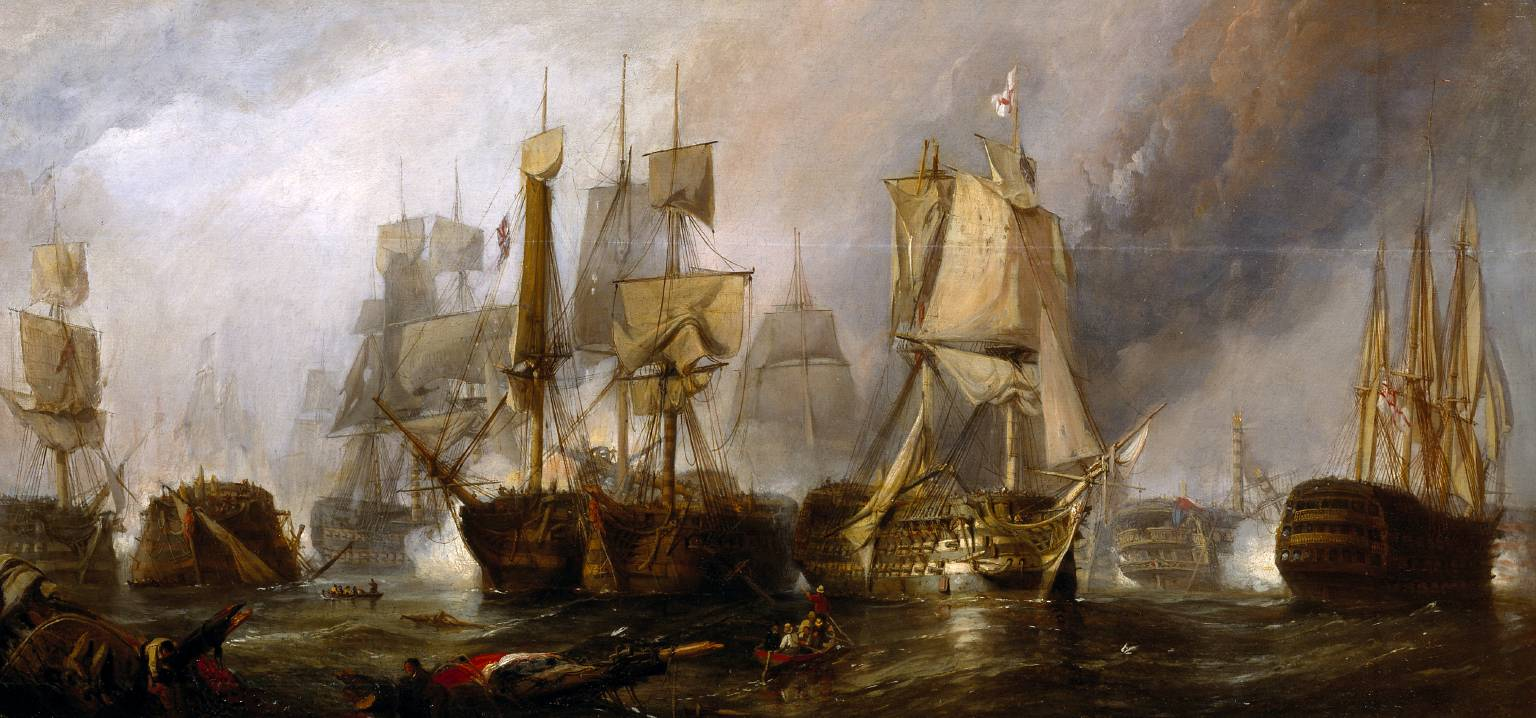
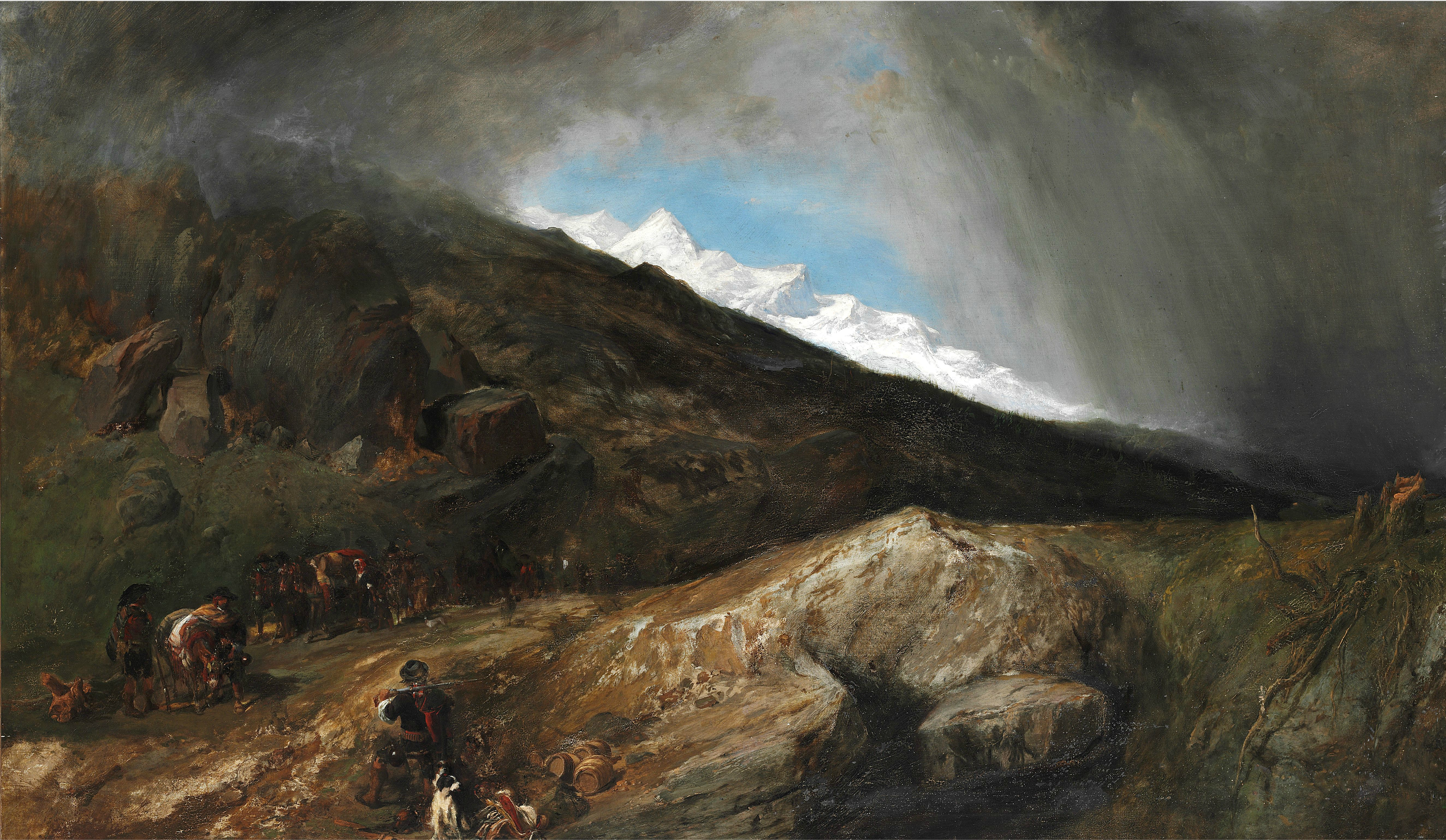
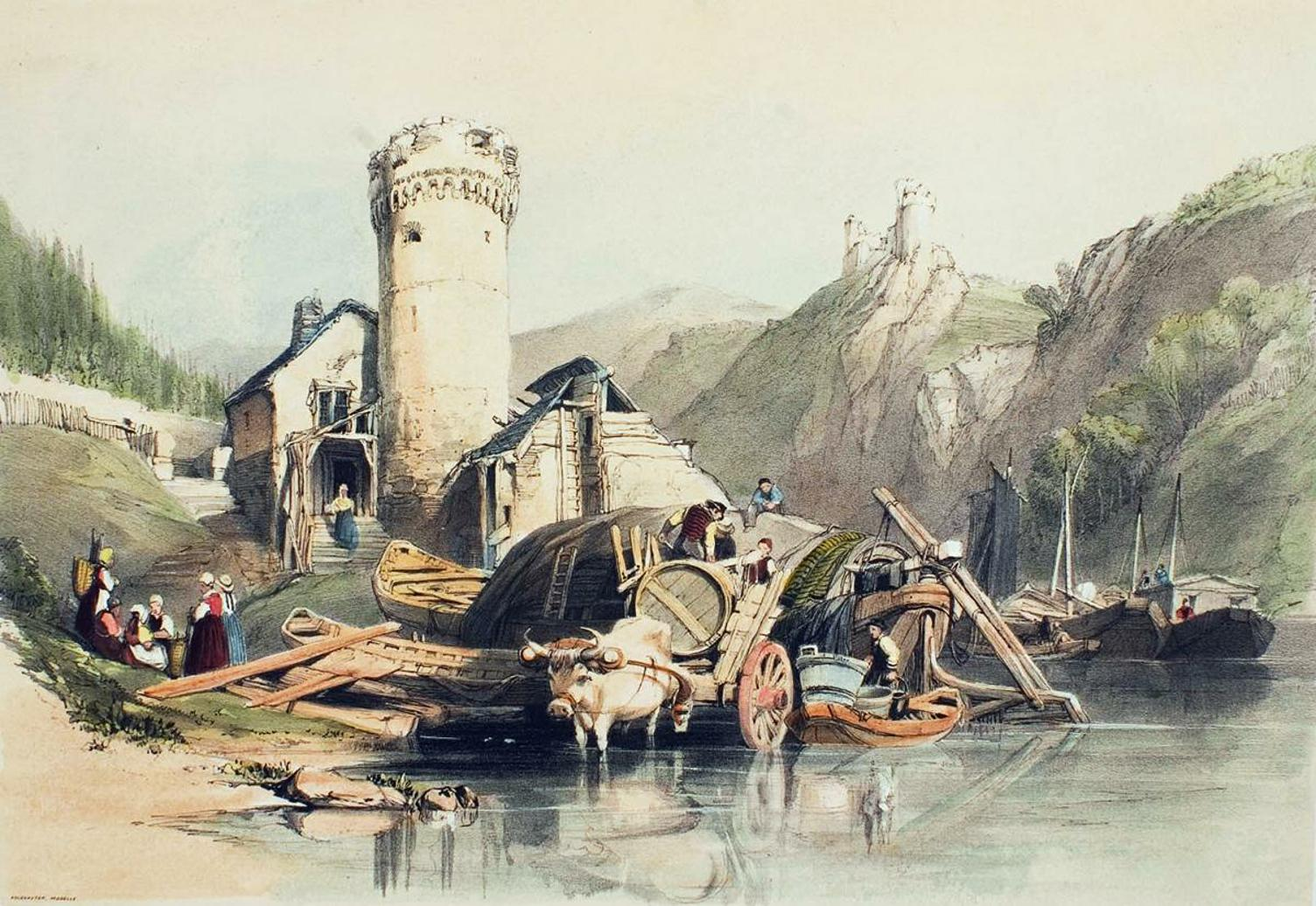
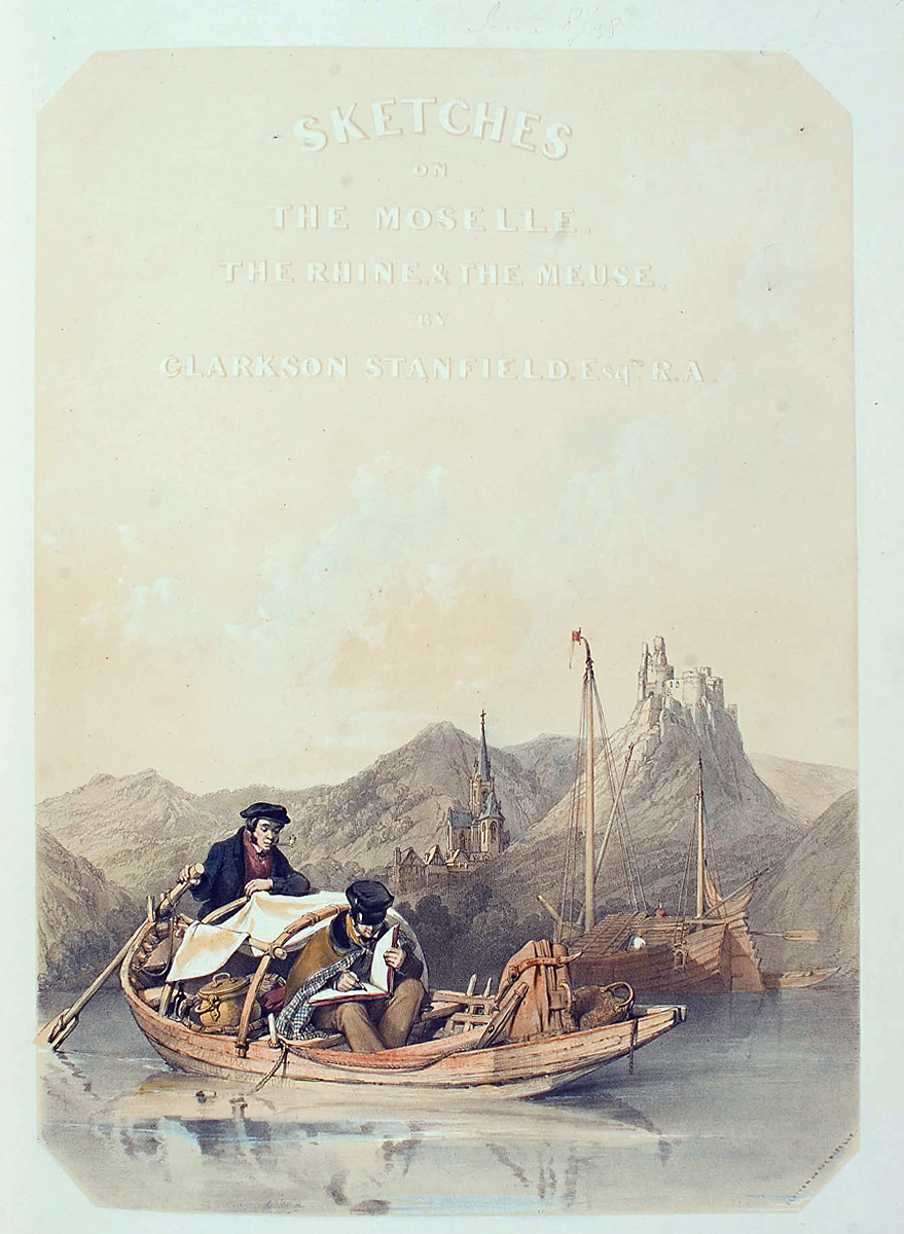